# Молодёжная футбольная лига
Молодёжная футбольная лига (сокр. — МФЛ) — турнир, разыгрываемый молодёжными командами клубов Российской премьер-лиги и командами Юношеской футбольной лиги.
Участие команд клубов РПЛ является обязательным. До сезона 2019/20 в первенстве молодёжных составов (в сезонах 2001—2007 — первенство дублирующих составов) выступали 16 команд клубов РПЛ. С сезона 2020/21 по сезон 2024 в турнире выступали 16 молодёжных команд клубов РПЛ и четыре команды Юношеской футбольной лиги, состав участников первенства утверждал Исполком РФС. С сезона 2025 турнир стал разыгрываться в два дивизиона, в которых выступают по 16 команд в каждом из дивизионов.

## История и формат
Турнир был создан в 2008 году вместо турнира дублёров РФПЛ. Главным отличием от того соревнования является правило, по которому от каждой команды на поле должно находиться не менее семи воспитанников клуба. Общее количество легионеров, а также футболистов, родившихся ранее 1 января 1990 года, одновременно находящихся на поле, не должно превышать трёх полевых игроков и одного вратаря. При этом не запрещено участие игроков основной команды клуба, даже дисквалифицированных в основном чемпионате.
Традиционно календарь игр молодёжного первенства был привязан к календарю РФПЛ: матчи игрались за день до игр основных команд в чемпионате. Соответственно, схема проведения игр была такая же, как и в самой РФПЛ: два круга по 15 игр. Участие клуба РФПЛ в молодёжном первенстве является обязательным.
Начиная с сезона 2020/21 участниками Первенства могут становиться также команды клубов Футбольной национальной лиги (в том числе клубы упразднённой в 2021 году Профессиональной футбольной лиги), спортивных школ, допущенных к участию в Первенстве совместным решением РФС-РФПЛ.
Перед сезоном 2020/21 Российская премьер-лига представила новый формат розыгрыша Молодёжного первенства, и клубы РПЛ поддержали этот формат. Было заявлено, что в Молодёжном первенстве выступят команды 20 клубов: 16 молодёжных команд клубов РПЛ и 4 команды, принимавшие участие в розыгрыше Юношеской футбольной лиги 2019/20. В первой части турнира клубы поделены на две группы по 10 команд с учётом территориального принципа, они проводят матчи в два круга каждый с каждым. В финальной части первые 5 команд из группы A сыграют с первыми 5 командами из группы Б, а последние 5 команд из группы А сыграют с последними 5 командами из группы Б. Всего в турнире запланировано 28 туров (280 матчей).
14 мая 2021 года комиссия РФС по лицензированию футбольных клубов выдала лицензии клубам на спортивный сезон 2021/22, одним из новых требований для получения лицензии «РФС I» стало обязательным наличие в структуре клуба Российской премьер-лиги женской молодёжной команды.
В сезоне 2021/22 первенство носило название «М-Лига». С сезона 2022/2023 турнир называется Молодёжная футбольная лига (МФЛ) и за проведение турнира стала отвечать ЮФЛ.
С сезона 2024 в рамках Молодёжной футбольной лиги создана региональная Молодёжная футбольная лига Северо-Запад, в которой примут участие шесть команд Северо-Западного федерального округа.
В сезоне 2025 Молодёжная футбольная лига стала проводиться в два дивизиона, в каждом выступают по 16 команд, которые проводят по два матча друг с другом. По итогам сезона команды, занявшие в итоговой турнирной таблице 15-е и 16-е места в первом дивизионе МФЛ, выбывают во второй, а команды, занявшие в итоговой турнирной таблице 1-е и 2-е места во втором дивизионе МФЛ, напрямую переходят в первый. Команды, занявшие 13-е и 14-е места в итоговой турнирной таблице в первом дивизионе МФЛ, играют с командами из второго дивизиона МФЛ, занявшими соответственно 4-е и 3-е места, по два переходных матча (дома и в гостях в каждой паре команд), которые будут проводиться после завершения регулярного сезона в МФЛ, а их победители завоёвывают право выступать в следующем сезоне МФЛ первого дивизиона, а проигравшие — в МФЛ второго дивизиона.

## Название турнира

Логотип М-Лиги (2021/22)

Дебютный сезон турнира дублёров РФПЛ находился в ведении РФС, с 2002 года в течение 20 лет за проведение турнира отвечала РПЛ, с 2022 года турнир перешёл в ведение ЮФЛ.
- 2001‒2007 — Турнир дублирующих составов команд Премьер-лиги (сезон 2001 года — турнир находился в ведении РФС, с 2002 года — перешёл в ведение РФПЛ)
- 2008‒2021 — Молодёжное первенство России по футболу (находился в ведении РФПЛ / РПЛ)
- Сезон 2021/22 — М-Лига (находился в ведении РПЛ)
- С сезона 2022/23 — Молодёжная футбольная лига (с 2022 года — перешёл в ведение ЮФЛ)

## Призёры первенств и лучшие бомбардиры
| Сезон     | Сезон     | Чемпион                 | 2-е место               | 3-е место               | Лучший бомбардир                                                                                |
| --------- | --------- | ----------------------- | ----------------------- | ----------------------- | ----------------------------------------------------------------------------------------------- |
| 2008      | 2008      | Спартак (Москва)        | Локомотив (Москва)      | ЦСКА (Москва)           | Оганес Гоарян, «Локомотив» (Москва), 22 гола                                                    |
| 2009      | 2009      | Зенит (Санкт-Петербург) | Спартак (Москва)        | Сатурн (Раменское)      | Павел Игнатович, «Зенит» (Санкт-Петербург), 18 голов                                            |
| 2010      | 2010      | Спартак (Москва)        | Амкар (Пермь)           | Зенит (Санкт-Петербург) | Мантас Савенас, «Сибирь» (Новосибирск), 14 голов                                                |
| 2011/12*  | 2011      | Локомотив (Москва)      | Спартак (Москва)        | ЦСКА (Москва)           | Дмитрий Отставнов, «Динамо» (Москва), 17 голов Дмитрий Каюмов, «Спартак» (Москва), 17 голов     |
| 2011/12*  | 2012      | Динамо (Москва)         | Спартак (Москва)        | ЦСКА (Москва)           | Андрей Панюков, «Динамо» (Москва), 13 голов                                                     |
| 2012/13   | 2012/13   | Спартак (Москва)        | Динамо (Москва)         | ЦСКА (Москва)           | Камиль Муллин, «Локомотив» (Москва), 15 голов                                                   |
| 2013/14   | 2013/14   | Динамо (Москва)         | ЦСКА (Москва)           | Крылья Советов (Самара) | Александр Ломакин, «Локомотив» (Москва), 16 голов                                               |
| 2014/15   | 2014/15   | Динамо (Москва)         | Спартак (Москва)        | Рубин (Казань)          | Неманья Николич, «Ростов» (Ростов-на-Дону), 15 голов                                            |
| 2015/16   | 2015/16   | Локомотив (Москва)      | Рубин (Казань)          | ЦСКА (Москва)           | Артём Галаджан, «Локомотив» (Москва), 17 голов                                                  |
| 2016/17   | 2016/17   | Спартак (Москва)        | ЦСКА (Москва)           | Зенит (Санкт-Петербург) | Иван Игнатьев, «Краснодар», 21 гол                                                              |
| 2017/18   | 2017/18   | Краснодар               | ЦСКА (Москва)           | Динамо (Москва)         | Иван Игнатьев, «Краснодар», 19 голов                                                            |
| 2018/19   | 2018/19   | ЦСКА (Москва)           | Спартак (Москва)        | Динамо (Москва)         | Данила Прошляков, «Спартак» (Москва), 19 голов Тимур Сулейманов, «Локомотив» (Москва), 19 голов |
| 2019/20** | 2019/20** | Динамо (Москва)         | ЦСКА (Москва)           | Локомотив (Москва)      | Дмитрий Меренчуков, «Тамбов», 12 голов                                                          |
| 2020/21   | 2020/21   | ЦСКА (Москва)           | Краснодар               | Зенит (Санкт-Петербург) | Илья Востриков, ЦСКА (Москва), 17 голов                                                         |
| 2021/22   | 2021/22   | ЦСКА (Москва)           | Ростов (Ростов-на-Дону) | Локомотив (Москва)      | Павел Попов, «Чертаново» (Москва), 17 голов                                                     |
| 2022/23   | 2022/23   | Краснодар               | Зенит (Санкт-Петербург) | ЦСКА (Москва)           | Егор Тоцкий, «Крылья Советов» (Самара), 19 голов                                                |
| 2023***   | 2023***   | Локомотив (Москва)      | Зенит (Санкт-Петербург) | Ростов                  | Артём Быковский, «Спартак» (Москва), 17 голов                                                   |
| 2024      | 2024      | ЦСКА (Москва)           | Зенит (Санкт-Петербург) | Краснодар               | Максим Хохлов, «Зенит» (Санкт-Петербург), 13 голов Дмитрий Коверов, ЦСКА (Москва), 13 голов     |

Примечания:
* В сезоне-2011/12 было 2 турнира. В 2011 году 16 команд играли двухкруговой турнир. В 2012 году команды были поделены на 2 группы и провели по 14 игр.
** Итоги утверждены по промежуточным результатам (после 22 туров)
*** В связи с переходом в 2024 году на систему «весна-осень» турнир был проведён в один круг и один этап, в котором каждая команда сыграла с каждой.

## Достижения клубов
| Клуб                    | Чемпион                             | Серебряный призёр                      | Бронзовый призёр                                |
| ----------------------- | ----------------------------------- | -------------------------------------- | ----------------------------------------------- |
| Спартак (Москва)        | 4 (2008, 2010, 2012/13, 2016/17)    | 5 (2009, 2011, 2012, 2014/15, 2018/19) | —                                               |
| Динамо (Москва)         | 4 (2012, 2013/14, 2014/15, 2019/20) | 1 (2012/13)                            | 2 (2017/18, 2018/19)                            |
| ЦСКА (Москва)           | 4 (2018/19, 2020/21, 2021/22, 2024) | 4 (2013/14, 2016/17, 2017/18, 2019/20) | 6 (2008, 2011, 2012, 2012/13, 2015/16, 2022/23) |
| Локомотив (Москва)      | 3 (2011, 2015/16, 2023)             | 1 (2008)                               | 2 (2019/20, 2021/22)                            |
| Краснодар               | 2 (2017/18, 2022/23)                | 1 (2020/21)                            | 1 (2024)                                        |
| Зенит (Санкт-Петербург) | 1 (2009)                            | 3 (2022/23, 2023, 2024)                | 3 (2010, 2016/17, 2020/21)                      |
| Рубин                   | —                                   | 1 (2015/16)                            | 1 (2014/15)                                     |
| Ростов                  | —                                   | 1 (2021/22)                            | 1 (2023)                                        |
| Амкар                   | —                                   | 1 (2010)                               | —                                               |
| Сатурн (Раменское)      | —                                   | —                                      | 1 (2009)                                        |
| Крылья Советов          | —                                   | —                                      | 1 (2013/14)                                     |